# Marcel Koller
Marcel Koller (n. 11 novembre 1960 a Zúric) és un exfutbolista professional suís i actual entrenador de la selecció de futbol d'Àustria.

## Com a jugador
Koller va jugar tota la seva carrera per al club suís Grasshoppers Zürich. En aquests 24 anys va guanyar set campionats suïssos i cinc copes suïsses. Per al combinat suís va arribar 56 vegades com a internacional, marcant 3 gols i va participar en l'Euro 1996.